# 조지 맥도날드 처치

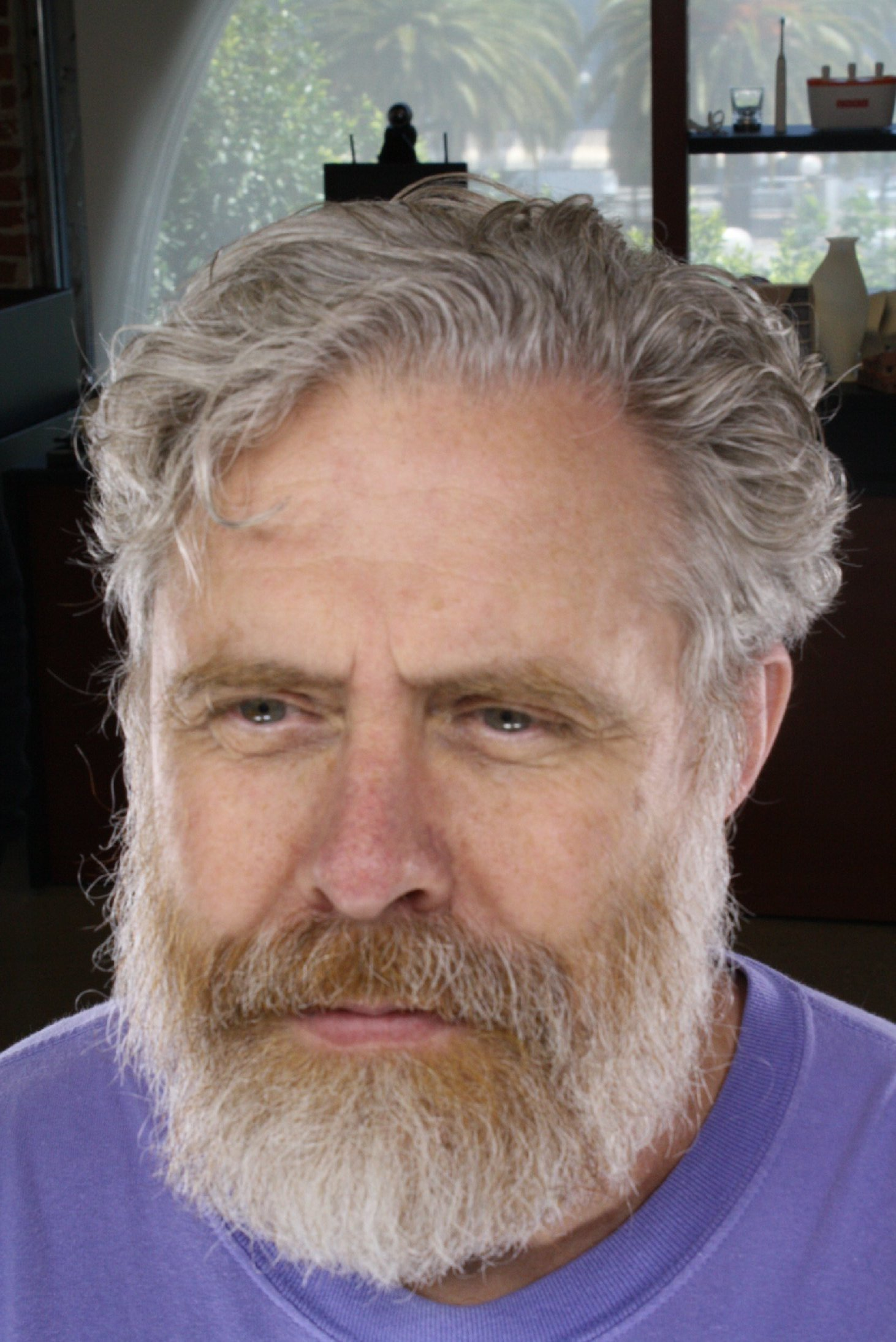

조지 처치(George Church, 1954~)는 미국 하버드 의학대학원의 교수로, 유전체학 분야의 전문가이다. 많은 발명과 논문이 있고, 개인유전체학을 주장하는 연구자 주의 한 사람이다.